# Vadonia soror
Vadonia soror là một loài bọ cánh cứng trong họ Cerambycidae.